# لارون بروفيت
لارون بروفيت (بالإنجليزية: Laron Profit)‏ مواليد 5 أغسطس 1977 في تشارلستون، هو لاعب كرة سلة أمريكي سابق بدأ مسيرته الاحترافية في سنة 1999 حيث تم اختياره من قبل فريق أورلاندو ماجيك خلال الدرافت لعب مع فريق أورلاندو ماجيك في الرابطة الوطنية لكرة السلة. يبلغ طوله 6 قدم 5 بوصة (2.0 م). اعتزل اللعب في 2010.

## فرق لعب لها
- واشنطن ويزاردز
- لوس أنجلوس ليكرز

## إحصائيات المسيرة

### الموسم الاعتيادي
| السنة   | الفريق           | لعب | بدأ | دقيقة | ميداني% | ثلاثية | حرة  | ارتداد | صنع | استلاب | تصدي | نقطة |
| ------- | ---------------- | --- | --- | ----- | ------- | ------ | ---- | ------ | --- | ------ | ---- | ---- |
| 1999-00 | واشنطن ويزاردز   | 33  | 1   | 6.8   | .356    | .176   | .400 | .8     | .8  | .2     | .1   | 1.5  |
| 2000-01 | واشنطن ويزاردز   | 35  | 12  | 17.3  | .394    | .269   | .733 | 1.8    | 2.5 | 1.0    | .3   | 4.3  |
| 2004-05 | واشنطن ويزاردز   | 42  | 4   | 10.2  | .438    | .286   | .640 | 1.8    | .9  | .4     | .1   | 3.2  |
| 2005-06 | لوس أنجلوس ليكرز | 25  | 1   | 11.2  | .476    | .167   | .875 | 1.7    | .6  | .4     | .2   | 4.2  |
| المسيرة |                  | 135 | 18  | 11.4  | .419    | .236   | .712 | 1.5    | 1.2 | .5     | .2   | 3.3  |

### التصفيات
| السنة | الفريق         | لعب | بدأ | دقيقة | ميداني% | ثلاثية | حرة | ارتداد | صنع | استلاب | تصدي | نقطة |
| ----- | -------------- | --- | --- | ----- | ------- | ------ | --- | ------ | --- | ------ | ---- | ---- |
| 2005  | واشنطن ويزاردز | 3   | 0   | 1.7   | .000    | -      | -   | .3     | .3  | 0      | 0    | 0    |

## روابط خارجية
- لارون بروفيت على موقع إن بي أي (الإنجليزية)
- لارون بروفيت على موقع سبورتس رفرنس (الإنجليزية)
- لارون بروفيت على موقع كرة السلة الأوروبية.كوم (الإنجليزية)
- لارون بروفيت على موقع DraftExpress.com (الإنجليزية)
- لارون بروفيت على موقع كلية كرة السلة في سبورتس رفرنس.كوم (الإنجليزية)
- لارون بروفيت على موقع ريلجم (الإنجليزية)
- لارون بروفيت على موقع بروبوليرز (الإنجليزية)
- لارون بروفيت على موقع سبورتس رفرنس (الإنجليزية)
- لارون بروفيت على موقع سبورتس رفرنس (الإنجليزية)
- لارون بروفيت على موقع قاعة ديلاوير للمشاهير الرياضية (الإنجليزية)